# 루이스 포르투뇨
루이스 기예르모 포르투뇨 부르세트(스페인어: Luis Guillermo Fortuño Burset, 1960년 10월 31일 ~ )는 푸에르토리코의 제9대 행정관이다.그는 2009년부터 2013년까지 푸에르토리코의 행정관으로 있다가 퇴임한다.
| 전임 아니발 아세베도 빌라 | 제9대 푸에르토리코의 행정관 2009년 1월 2일 ~ 2013년 1월 2일 | 후임 Alejandro García Padilla |